# Список пресмыкающихся Северной Африки
Список пресмыкающихся Северной Африки включает виды класса Пресмыкающихся, распространённые на территории Северной Африки.

## ОтрядЧерепахи(Testudines)

### СемействоКожистые черепахи(Dermochelyidae)
- Dermochelys coriacea — Кожистая черепаха

### СемействоМорские черепахи(Cheloniidae)
- Caretta caretta — Логгерхед
- Chelonia mydas — Зелёная черепаха
- Eretmochelys imbricata — Бисса
- Lepidochelys kempii — Атлантическая ридлея

### СемействоАмериканские пресноводные черепахи(Emydidae)
- Emys orbicularis — Европейская болотная черепаха

### СемействоАзиатские пресноводные черепахи(Geoemydidae)
- Mauremys leprosa

### СемействоСухопутные черепахи(Testudinidae)
- Testudo graeca — Средиземноморская черепаха
- Testudo kleinmanni — Египетская черепаха

### СемействоТрёхкоготные черепахи(Trionychidae)
- Trionyx triunguis — Африканский трионикс

## ОтрядЧешуйчатые(Squamata)

### ПодтрядЯщерицы(Lacertilia)

#### СемействоАгамовые(Agamidae)
- Agama impalearis
- Agama spinosa
- Laudakia stellio — Стеллион
- Pseudotrapelus sinaitus — Синайская агама
- Trapelus mutabilis — Изменчивая равнинная агама
- Trapelus pallidus — Бледная равнинная агама
- Trapelus savignyi — Равнинная агама Савиньи
- Trapelus tournevillei
- Uromastyx acanthinura — Африканский шипохвост
- Uromastyx aegyptia — Обыкновенный шипохвост
- Uromastyx geyri — Шипохвост Гейра
- Uromastyx ocellata

#### СемействоХамелеоны(Chamaeleonidae)
- Chamaeleo africanus — Африканский хамелеон
- Chamaeleo chamaeleon — Обыкновенный хамелеон

#### СемействоГекконовые(Gekkonidae)
- Cyrtopodion scaber — Египетский голопалый геккон
- Hemidactylus flaviviridis
- Hemidactylus turcicus — Турецкий полупалый геккон
- Phyllodactylus europaeus — Европейский листопалый геккон
- Pristurus flavipunctatus
- Ptyodactylus guttatus — Пятнистый вееропалый геккон
- Ptyodactylus hasselquisti — Вееропалый геккон Хассельквиста
- Ptyodactylus oudrii
- Ptyodactylus ragazzii
- Quedenfeldtia moerens
- Quedenfeldtia trachyblepharus
- Saurodactylus brosseli
- Saurodactylus fasciatus
- Saurodactylus mauritanicus
- Stenodactylus petrii
- Stenodactylus sthenodactylus
- Tarentota annularis — Кольчатый стенной геккон
- Tarentota boehmei
- Tarentola chazaliae
- Tarentota deserti
- Tarentota ephippiata
- Tarentota mauritanica — Мавританский стенной геккон
- Tarentota neglecta
- Tropiocolotes nattereri
- Tropiocolotes steudneri — Алжирский тропидоколотес
- Tropiocolotes tripolitanus — Северный тропидоколотес

#### СемействоСцинковые(Scincidae)
- Chalcides chalcides — Трёхпалый хальцид
- Chalcides ebneri
- Chalcides ghiarai
- Chalcides guentheri
- Chalcides lanzai
- Chalcides manueli
- Chalcides mauritanicus
- Chalcides mionecton
- Chalcides ocellatus — Глазчатый хальцид
- Chalcides colosii
- Chalcides montanus
- Chalcides polylepis
- Chalcides ragazzii
- Eumeces algeriensis
- Eumeces schneiderii — Длинноногий сцинк
- Scincopus fasciatus
- Scincus albifasciatus
- Scincus scincus — Аптечный сцинк
- Sphenops boulengeri
- Sphenops deiislei
- Sphenops sepsoides
- Sphenops sphenopsiformis
- Trachylepis quinquetaeniala
- Trachylepis vittata

#### СемействоНастоящие ящерицы(Lacertidae)
- Acanthodactylus boskianus
- Acanthodactylus blanci
- Acanthodactylus erythrurus
- Acanthodactylus savignyi
- Acanthodactylus pardalis
- Acanthodactylus bedriagai
- Acanthodactylus busacki
- Acanthodactylus maculatus
- Acanthodactylus spinicauda
- Acanthodactylus aureus
- Acanthodactylus scutellatus
- Acanthodactylus dumerili
- Acanthodactylus longipes
- Atlantolacerta andreanskyi — Ящерица Андреанского
- Latastia longicaudata — Длиннохвостая латастия
- Mesalina guttulata — Крапчатая месалина
- Mesalina olivieri
- Mesalina pasteuri
- Mesalina rubropunctata
- Mesalina simoni
- Ophisops elbaensis
- Ophisops elegans — Стройная змееголовка
- Ophisops occidentalis
- Philochortus intermedius
- Philochortus zolii
- Podarcis hispanica — Испанская стенная ящерица
- Psammodromus algirus — Алжирский псаммодромус
- Psammodromus blanci
- Psammodromus microdactylus
- Pseuderemias mucronata
- Scelarcis perspicillata

#### СемействоВеретеницевые(Anguidae)
- Ophisaurus koellikeri — Марокканская панцирная веретеница

#### СемействоВараны(Varanidae)
- Varanus griseus — Серый варан
  - Varanus griseus griseus
- Varanus niloticus — Нильский варан

### ПодотрядАмфисбены(Amphisbaenia)

#### СемействоАмфисбеновые(Amphisbaenidae)
- Blanus mettetali
- Blanus tingitanus

#### СемействоTrogonophidae
- Trogonophis wiegmanni

### ПодотрядЗмеи(Serpentes)

#### СемействоСлепозмейки(Typhlopidae)
- Typhlops vermicularis — Червеобразная слепозмейка

#### СемействоУзкоротые змеи(Leptotyphlopidae)
- Leptotyphlops cairi
- Leptotyphlops macrorhynchus

#### СемействоЛожноногие(Boidae)
- Eryx colubrinus — Кенийский удавчик
- Eryx jaculus — Западный удавчик

#### СемействоУжеобразные(Colubridae)
- Coronella girondica — Жирондская медянка
- Dasypeltis scabra — Африканская яичная змея
- Hemorrhois algirus — Алжирский полоз
- Hemorrhois hippocrepis — Подковчатый полоз
- Lamprophis fuliginosus — Африканская домовая змея
- Lycophidion capense
- Lytorhynchus diadema — Венценосный литоринх
- Macroprotodon cucullatus
- Malpolon moilensis
- Malpolon monspessulanus — Ящеричная змея
- Natrix maura — Гадюковый уж
- Natrix natrix — Обыкновенный уж
- Natrix tessellata — Водяной уж
- Platyceps florulentus
- Platyceps rhodorachis — Краснополосый полоз
- Platyceps rogersi
- Psammophis aegyptius
- Psammophis schokari — Зериг
- Psammophis sibilans — Свистящая песчаная змея
- Spalerosophis diadema — Диадемовый чешуелобый полоз
- Spalerosophis dolichospilus
- Telescopus dhara
  - Telescopus dhara obtusus

#### СемействоАспидовые(Elapidae)
- Naja haje — Египетская кобра
- Naja nigricollis — Черношейная кобра
- Walterinnesia aegyptia — Чёрная кобра

#### СемействоГадюковые(Viperidae)
- Bitis arietans — Шумящая гадюка
- Cerastes cerastes — Рогатая гадюка
- Cerastes vipera — Гадюка Авиценны
- Echis pyramidum
- Macrovipera deserti
- Macrovipera lebetina — Гюрза
  - Macrovipera lebetina transmediterranea
- Macrovipera mauritanica
- Vipera latastei — Курносая гадюка
- Vipera monticola

## ОтрядКрокодилы(Crocodilia)

### СемействоНастоящие крокодилы(Crocodylidae)
- Crocodylus niloticus — Нильский крокодил